# 烟墩街道
烟墩街道，是中华人民共和国安徽省合肥市包河区下辖的一个乡镇级行政单位。

## 行政区划
烟墩街道下辖以下地区：
烟墩社区、丙子社区、王墩社区、新年社区、胡李社区、聂岗社区、孔桥社区、庙卫社区、三十庙社区、史岗社区、滨湖明珠社区、滨湖家园社区、滨湖惠园社区、滨湖和园社区、世纪金源社区、滨湖蓝鼎社区、云谷社区、岗前社区、新街村、横城村、卫王村、牛角村、南河村、束岗村、鲍岗村和保兴村。